# Ricardo Rondán
Ricardo Rondán (* 20. Jahrhundert) ist ein ehemaliger uruguayischer Radrennfahrer.
Rondán entschied 1977 in Reihen des Club Atenas de Soriano und 1985 für die Mannschaft von Club Social Cruz del Sur fahrend jeweils die Gesamtwertung des Straßen-Etappenradrennens Rutas de América in dessen 6. bzw. 14. Auflage zu seinen Gunsten. Mindestens in der 1981er-Auflage der Vuelta Ciclista de Chile ging er ebenfalls an den Start und belegte dort den vierten Rang der Gesamtwertung im Endklassement. Zudem gehörte er zur uruguayischen Mannschaft bei den Südamerikaspielen 1982 in Argentinien. Dort gewann er an der Seite von Federico Moreira, Waldemar Correa und José Asconeguy die Silbermedaille im 4×100 Wettbewerb.